# Gottfrid Svärd
Sven Jonas Gottfrid Askeroth-Svärd (i riksdagen kallad Svärd i Holsbybrunn), född 25 december 1880 i Näsby församling i Jönköpings län, död 28 oktober 1967 i Vetlanda, var en svensk banmästare och politiker (socialdemokrat).
Svärd var ledamot av riksdagens andra kammare 1920 och 1922–1924, invald i Jönköpings läns östra valkrets 1920 samt Jönköpings läns valkrets 1922–1924.